# ダニエル・モレノ
ダニエル・モレーノ・フェルナンデス（Daniel Moreno Fernández、1981年9月5日 - ）は、スペイン、マドリー出身の元自転車競技（ロードレース）選手。

## 経歴

### 2005年
- リラックス・ガムと契約を結んでプロ転向。

### 2006年
- ブエルタ・ア・エスパーニャ初出場、総合36位。

### 2007年
- ブエルタ・ア・エスパーニャ総合12位。
- エスカラダ・ア・モンジュイック優勝。

### 2008年
- ケス・デパーニュに移籍。
- ブエルタ・ア・エスパーニャ総合12位。

### 2009年
- ツール・ド・ポローニュ総合2位。
- ブエルタ・ア・エスパーニャ総合11位。
- ジロ・デル・ピエモンテ2位
- ジャパンカップサイクルロードレース2位。

### 2010年
- オメガファーマ・ロットに移籍。

### 2011年
- チーム・カチューシャに移籍。
- フレッシュ・ワロンヌ 8位
- ブエルタ・ア・エスパーニャ
  - 総合9位
  - 第4ステージ勝利
- ジロ・デル・ピエモンテ 優勝

### 2012年
- グラン・プレミオ＝ミゲル・インドゥライン 優勝
- ジロ・デ・イタリア 総合20位
- クリテリウム・デュ・ドフィネ 区間2勝(第2、7)
- ブエルタ・ア・ブルゴス 総合優勝
- ブエルタ・ア・エスパーニャ 総合5位

### 2013年
- フレッシュ・ワロンヌ 優勝
- クリテリウム・デュ・ドフィネ 総合3位
- ツール・ド・フランス 総合17位

### 2016年
- モビスター・チームへ移籍
- ブエルタ・ア・アストゥリアス ポイント賞(第3ステージ優勝)

### 2018年
- チームEFエデュケーションファースト・ドラパック・p/bキャノンデールへ移籍
- 年末をもって引退